# Roelant Oltmans
Roelant Wouter Oltmans (Nieuwer-Amstel, 25 mei 1954) is een Nederlandse hockeycoach. Hij was - tussen augustus 2020 en juni 2022 - coach van Kampong. Hiervoor was hij onder andere coach van het Nederlandse mannenelftal en het vrouwenelftal.

## Loopbaan
De loopbaan van Oltmans kende diverse successen. Zijn eerste grote prijs was met het Nederlands dameselftal. Hij was er van 1989 tot 1993 coach en werd in 1990 wereldkampioen in Sydney.
In 1993 stapte hij over naar het herenelftal. Zes jaar na het wereldkampioenschap in Sydney won hij met het team de Olympische Spelen in Atlanta. In 1998 werd hij wereldkampioen met de mannen in Utrecht.
Na zijn successen in het hockey stapte Oltmans over naar het voetbal. Tot 2002 was Oltmans technisch directeur van voetbalvereniging NAC. Via een avontuur bij hockeyclub Klein Zwitserland begon Oltmans eind 2003 als bondscoach van het nationale team van Pakistan tijdens de Olympische Spelen in Athene en had deze functie tot eind 2004. In 2005 keerde hij terug als bondscoach van het nationale mannenelftal. Deze functie vervulde hij tot en met de Olympische Zomerspelen 2008, waar Nederland 4e werd. Oltmans was sinds 2015 bondscoach van de nationale hockeyploeg mannen van India. Daar werd hij vanwege tegenvallende resultaten begin september 2017 ontslagen In september 2018 werd Oltmans bondscoach van Maleisië. In augustus 2020 keerde hij terug naar Nederland; hij werd coach van Kampong. Na een teleurstellend seizoen 2021/22 nam de club afscheid van Oltmans. Tim Oudenaller volgde hem op.

## Trivia
- Oltmans speelde zelf bij Pinoké (sinds 1962) en speelde vanaf 1969 in het eerste elftal. Bij deze club zette hij ook de eerste stappen als trainer.
- Roelant Oltmans is de hoofdpersoon in het boek Roelant Oltmans, Hockey is mijn leven, geschreven door Maarten Westerman (2005, ISBN 90-77072-91-8).
- Hij is lid van Orange All Stars, een team van oudere voormalig topspelers die allemaal voor het Nederlands team uitkwamen.